# An Miller
Pour les articles homonymes, voir Miller.
An Miller, née à Anderlecht (Belgique) en 1974, est une actrice belge néerlandophone.

## Biographie

### Vie privée
An Miller est mariée avec l'acteur Filip Peeters avec qui elle a deux filles.

## Filmographie partielle

### Cinéma
- 1997 : Een jaloerse koe (court-métrage)
- 1999 : Eenzaam zonder jou (court-métrage)
- 1999 : Singels (court-métrage)
- 2000 : Billet-doux (court-métrage)
- 2000 : Penalty
- 2006 : Fernsehturm (court-métrage)
- 2007 : Dagen zonder lief : Blonde Kelly
- 2007 : The Best Flemish courts-métrages of (sélection de courts-métrages #6)
- 2008 : Loft : Ellen Van Outryve
- 2008 : The Big Ask : la mère (court-métrage)
- 2012 : À tout jamais (Tot altijd) : Sofie

### Télévision
- 1997 : F.C. De Kampioenen (saison 8, épisode 13)
- 2000-2001 : In de gloria (différents rôles)
- 2000 : Flikken : Shelly Vincke (série télévisée)
- 2004-2005 : Het eiland : Liesje Walschaerts (série télévisée)
- 2009 : Jes : An
- 2011 : De Ronde : Vera (série télévisée)
- 2012-2013 : Salamander : Sarah Debruycker (série télévisée)
- 2013 : Albert II : Delphine Boël (série télévisée)
- 2014 : Aspe : Beatrijs (série télévisée, épisode 2)